# Triebental
Das Triebental ist ein Tal in der Obersteiermark. Es bildet auch eine Ortschaft der Gemeinde Hohentauern im Bezirk Murtal.

## Geographie
Das Triebental ist ein linkes Nebental des Paltentals. Es erstreckt sich über etwa 12 Kilometer von Trieben südostwärts in die Seckauer Tauern.
Das Paltental gehört zum Bezirk Liezen, das Hohentauener Gemeindegebiet (Bezirk Murtal) liegt noch nördlich der Wasserscheide Enns–Mur an der Schulterer Höhe.
Die Gegend befindet sich um 25 Kilometer nördlich von Judenburg, östlich unterhalb des Gemeindehauptortes Hohentauern.
Das Tal wird vom Triebenbach durchflossen.
Es beginnt direkt bei der Stadt Trieben und ist anfangs eine enge Schlucht, der Wolfsgraben, der noch teils ins Triebener Gemeindegebiet fällt. Hier mündet der Sunkbach, der das Hohentauener Gebiet entwässert, mit der Schlucht der Sunk.
Erst nach einigen Kilometern weitet es sich zur Streusiedlung Vordertriebental. Am Ortsanfang verlässt die B114 Triebener Straße das Tal und zieht südwestwärts den Tauernbach hinauf nach Hohentauern auf den Triebener Tauernpass, und hinüber in das Pölstal.
Recht weit hinten im Tal folgen die Häuser Hintertriebental, die sich fast bis in den Talschluss ziehen.
Diese Ortschaft Triebental umfasst mit etwa 50 Adressen und um die 80 Einwohnern (1. Jänner 2024: 64) die gesamte Besiedelung des Tales.
Im Talschluss liegt ein weiter Kessel zwischen Grießstein, Gamskögeln und den Vorgipfeln des Geierhaupts. Hier leiten das Knaudachtörl und das wenig gangbare Mödringer Törl hinüber ins Pölstal, das Krugtörl in das Tal des Gaalbachs, und das Kettentörl an den Ingeringbach.
Durch die gesamte Länge des Triebentals verläuft der Eisenwurzenweg, im Talschluss auch der Zentralalpenweg.
|                                                   | Trieben (Gem. Trieben, Bez. Liezen)         | Gaishorn am See Treglwang (beide Gem. Gaishorn a.See) ∗ |
| Hohentauern                                       | Kompassrose, die auf Nachbargemeinden zeigt | Wald am Schoberpaß (Gem. Wald a.S., Bez. Leoben) ∗      |
| Sankt Johann am Tauern Sonnseite (Gem. Pölstal) ∗ | Gaalgraben (Gem. Gaal) ∗                    | Ingering II (Gem. Gaal) ∗                               |

∗ Hinter den Bergzügen

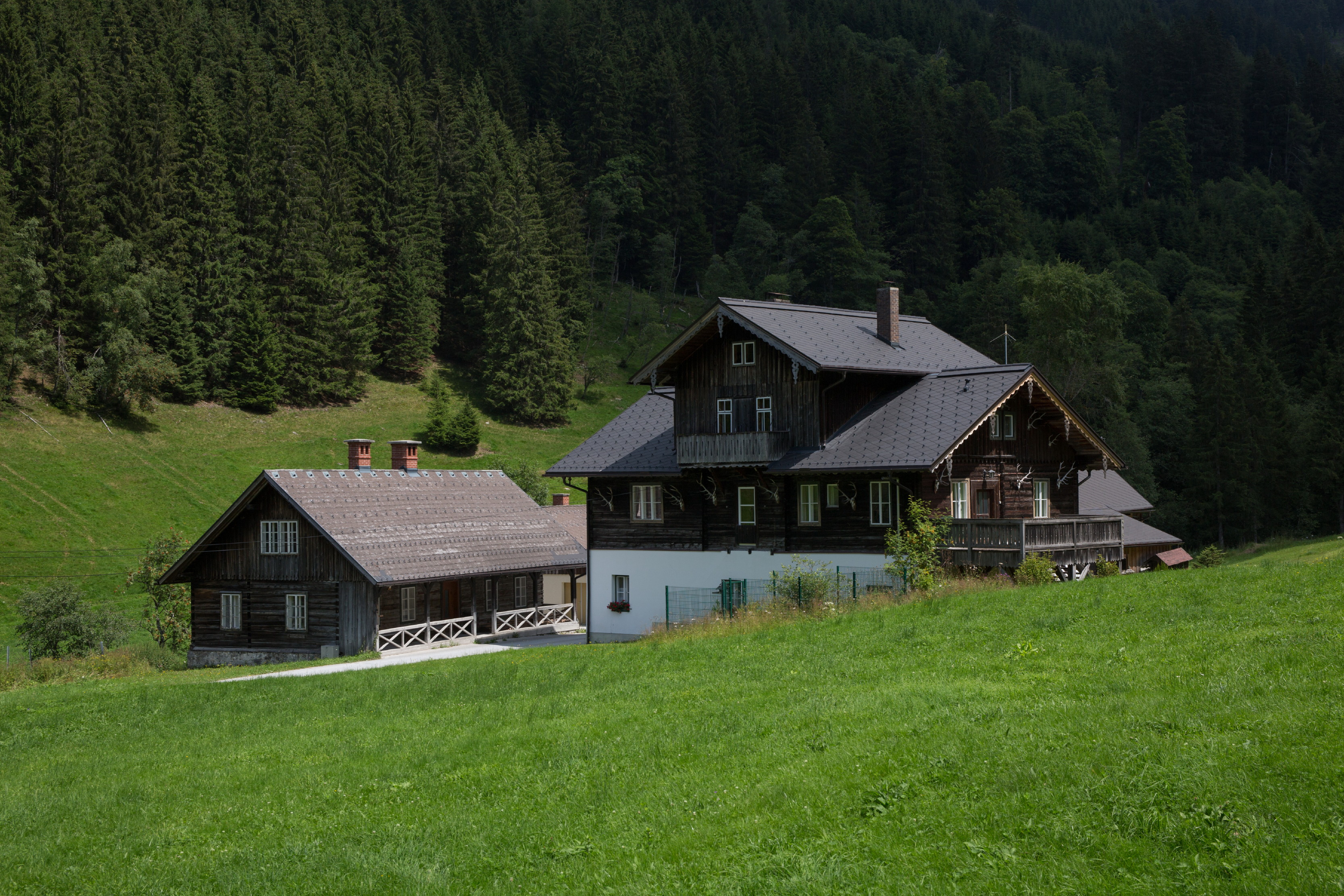
Forsthaus Triebental (denkmalgeschützt)
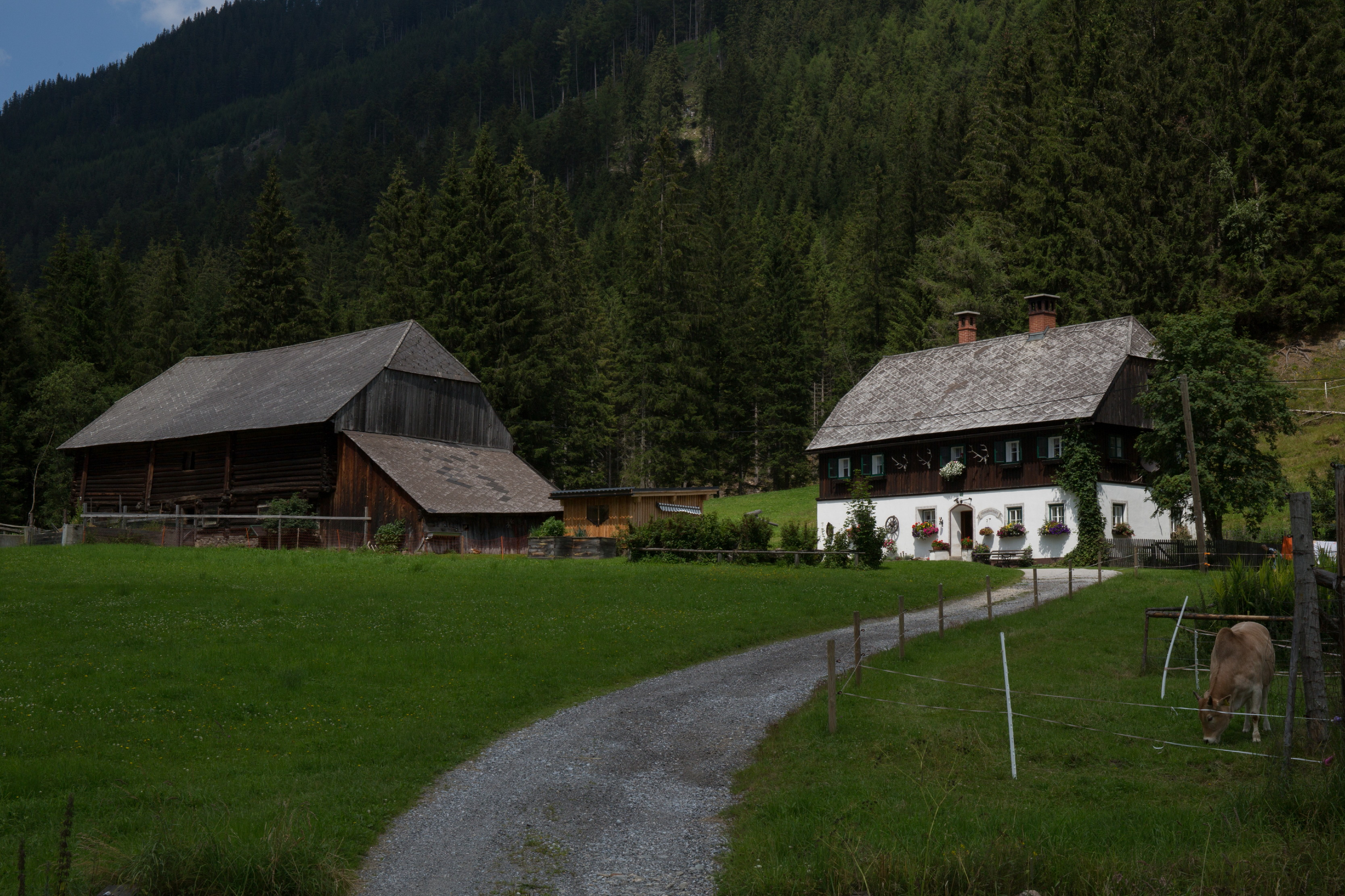
Königsbachhube (Wolfgerhube, denkmalgeschützt)
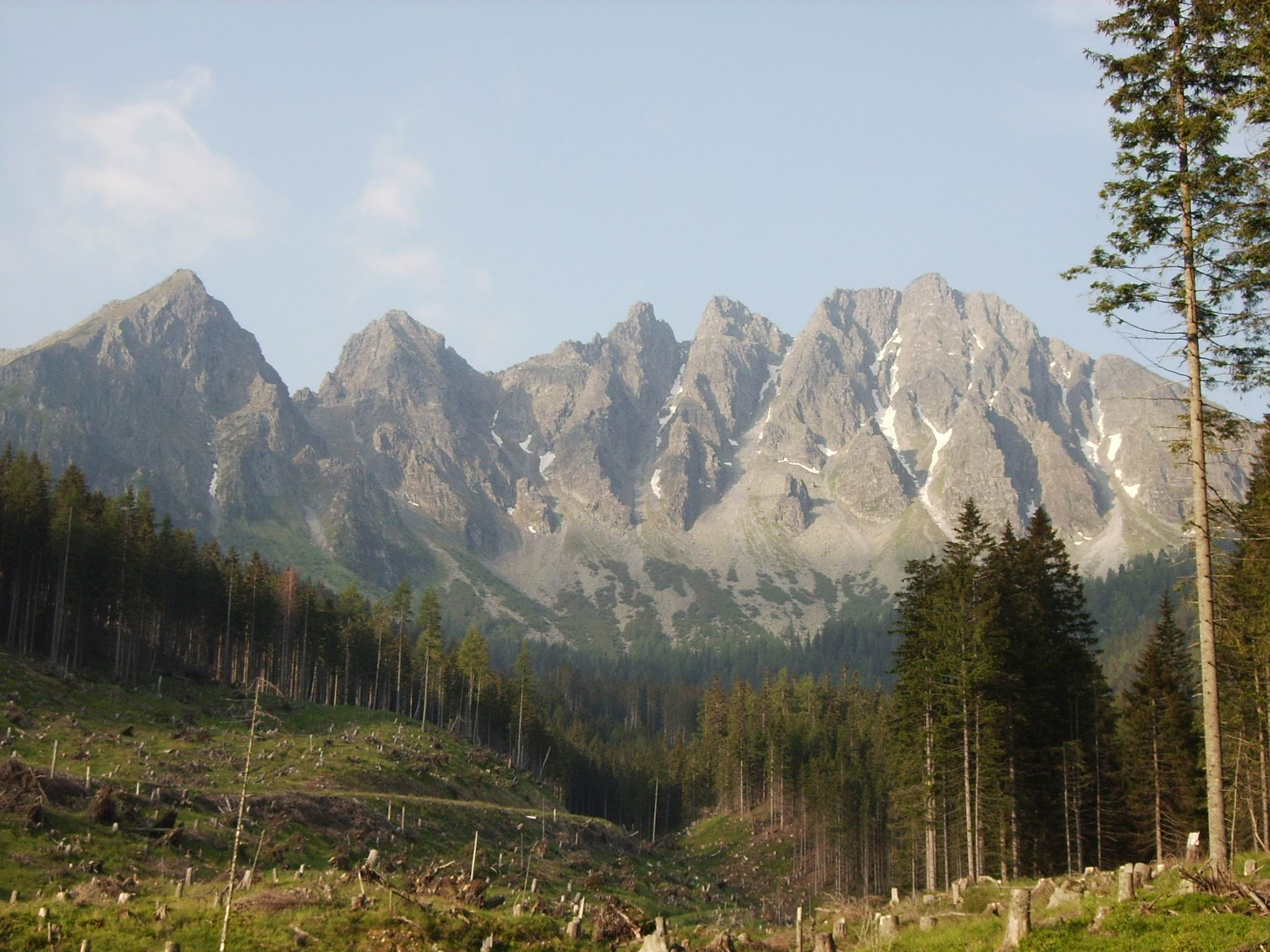
Panorama im Hintertal: Gamskögel